# Сиверстсен, Сигвард
Сигвард Якуб Сивертсен (норв. Sigvard Jakob Sivertsen; 27 февраля 1881, Берген — 27 декабря 1963, Берген) — норвежский гимнаст, чемпион и призёр летних Олимпийских игр.
На Играх 1908 года в Лондоне Сивертсен участвовал только в командном первенстве, в котором его сборная заняла второе место.
Через четыре года Сивертсен выступал за норвежскую сборную на Олимпиаде 1912 года в Стокгольме. В соревновании по произвольной системе его команда заняла первое место.